# Seminorma
Una seminorma es una generalización del concepto de norma vectorial que se define a partir de un producto escalar el cual no es definido positivo o se dice que es semiescalar.

## Definición
Sea V un espacio vectorial real. Llamamos producto semiescalar sobre {\displaystyle V\times V} al mapeo {\displaystyle \{x,y\}\in V\times V\to ((x,y))\in R} tal que satisface las siguientes condiciones 
i. {\displaystyle ((\sum _{i=1}^{n}\lambda ^{i}x_{i},y))=\sum _{i=1}^{n}\lambda ^{i}((x_{i},y))}, linealidad respecto a {\displaystyle x}
ii. {\displaystyle ((x,\sum _{j=1}^{m}\mu ^{j}y_{j}))=\sum _{j=1}^{m}\mu ^{j}((x,y_{j}))}, linealidad respecto a {\displaystyle y}
iii. {\displaystyle ((x,y))=((y,x))}, simetría
iv. {\displaystyle ((x,x))>=0} para toda {\displaystyle x\in V}, positividad.
Si {\displaystyle ((x,y))} es un producto semiescalar entonces {\displaystyle ||x||={\sqrt {((x,x))}}} es una seminorma. Y será una norma si {\displaystyle ((x,y))} es un producto escalar con la condición (iv) {\displaystyle ((x,x))>0}, es decir definida positiva.